# Syllepte holochralis
Syllepte holochralis là một loài bướm đêm trong họ Crambidae.